# Achtundachtzig
Die Achtundachtzig (88) ist die natürliche Zahl zwischen 87 und 89. Sie ist gerade.

## Bedeutungen und Zusammenhänge
- Im chinesischen Kulturkreis gilt die 88 als die wichtigste Glückszahl. Telefonnummern und Kfz-Zeichen mit diesen Ziffern (vor allem am Ende) sind sehr beliebt – in Hongkong werden dafür exorbitante Summen bezahlt.[1]
- Neonazismus: Die Zahl 88 wird unter Neonazis als getarnter Hitlergruß verwendet: Der achte Buchstabe des Alphabets ist das H; die 88 steht somit für HH, eine Abkürzung von „Heil Hitler“ (siehe auch Rechtsextreme Symbole und Zeichen).[2][3]
Dennoch stellte das Brandenburgische Oberlandesgericht im September 2005 fest, dass die Verwendung der Zahl 88 nicht strafbar sei.[4] Es entspricht der h. M. des Schrifttums, dass die Verwendung der Zahl 88 nicht vom § 86a StGB erfasst ist.[5] Auch in Österreich wurde im Jahr 2018 ein Verfahren anlässlich einer 8,88 km langen Wanderstrecke eingestellt.[6] Im Sport, vor allem im Fußball, ist diese Nummer verboten. Der DFB hat festgelegt, diese Zahlenkombination auf einem Fußballtrikot nicht zuzulassen.[7]
- Die Redewendung „Egal ist 88“ beruht auf der Tatsache, dass „88“, egal wie gespiegelt, immer noch nach „88“ aussieht (Spiegelsymmetrie).
- Funk: 88 ist in der Amateurfunk/CB-Funk-Sprache die Abkürzung für „Liebe und Küsse“.[8]
- Chinesischer Chatslang: Im chinesischen Chat ist 88 die Abkürzung für „byebye“. Die Zahl 8 wird im Chinesischen „ba“ oder „bai“ ausgesprochen.[9]
- Waffenkunde: Als „Acht-Acht“ ausgesprochen ist es die Abkürzung für die von der deutschen Wehrmacht benutzten 8,8-cm-Flak.[10]
- Poker: Die Starthandkombination 88 in „Texas Hold’em“ bezeichnet man auch als „die Schneemänner“.[11]
- 88 ist die standardisierte typische Tastenanzahl eines Klaviers.[12] (wenn auch bei der Orgel und Keyboards die Tastenanzahl geringer ausfallen kann)
- Astronomie: Seit 1922 gibt es 88 von der Internationalen Astronomischen Union anerkannte Sternbilder.
- Chemie: 88 ist die Ordnungszahl von Radium.
- Graphentheorie: 88 ist die Anzahl von gültigen Wegen, das Haus vom Nikolaus zu zeichnen; jeweils 44 von den beiden unteren Knoten als Startpunkt.